# Nathalie Daoustová

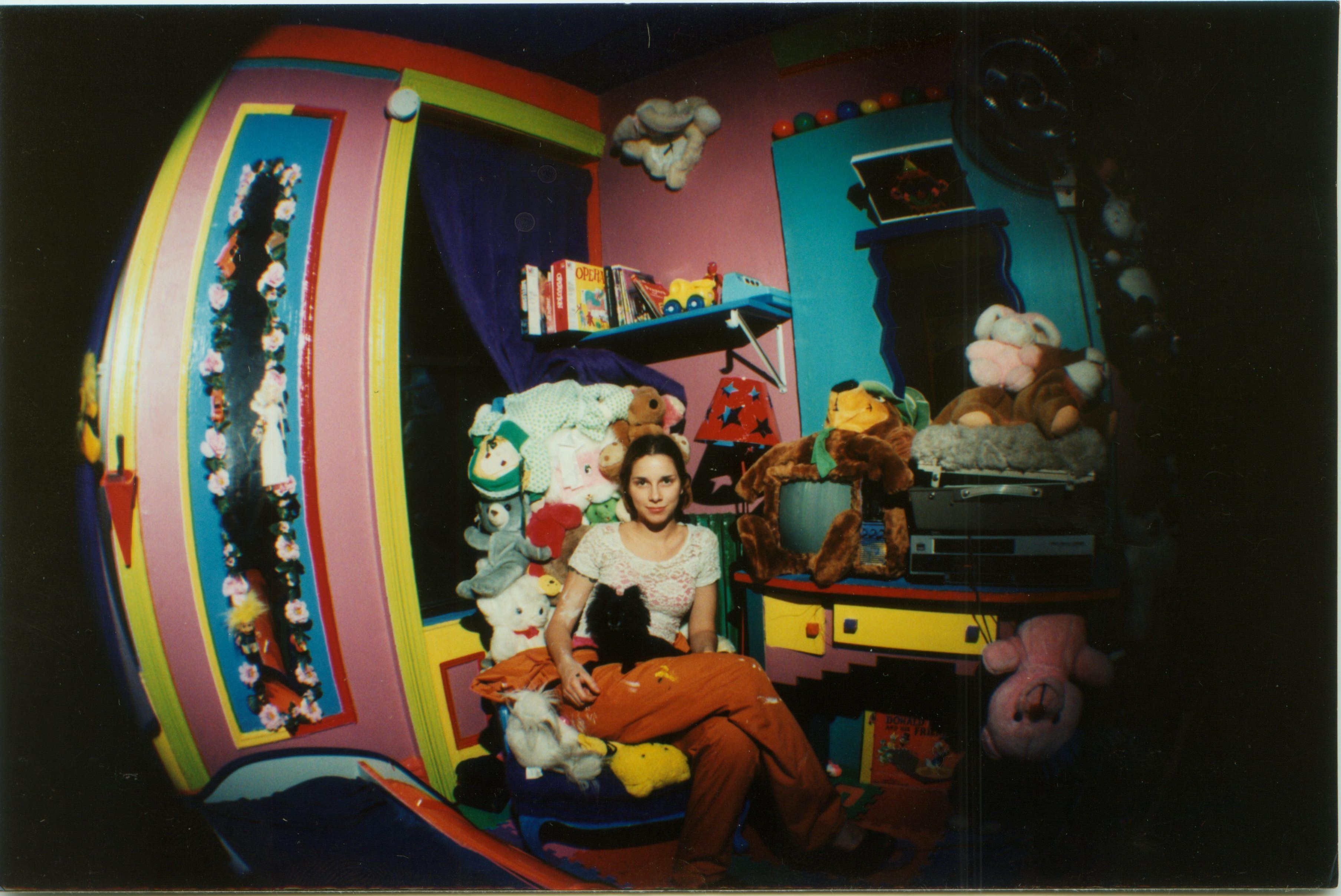
Carlton Arms Hotel room, New York, 1997

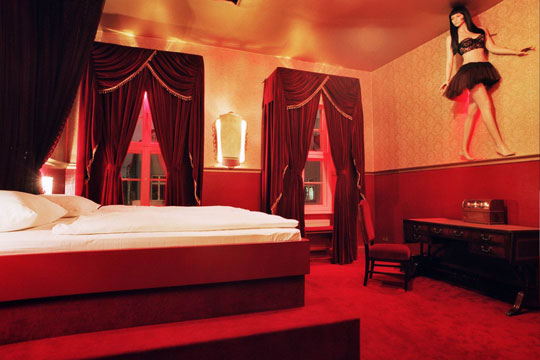
Hotel Louise room, Berlín, 2006

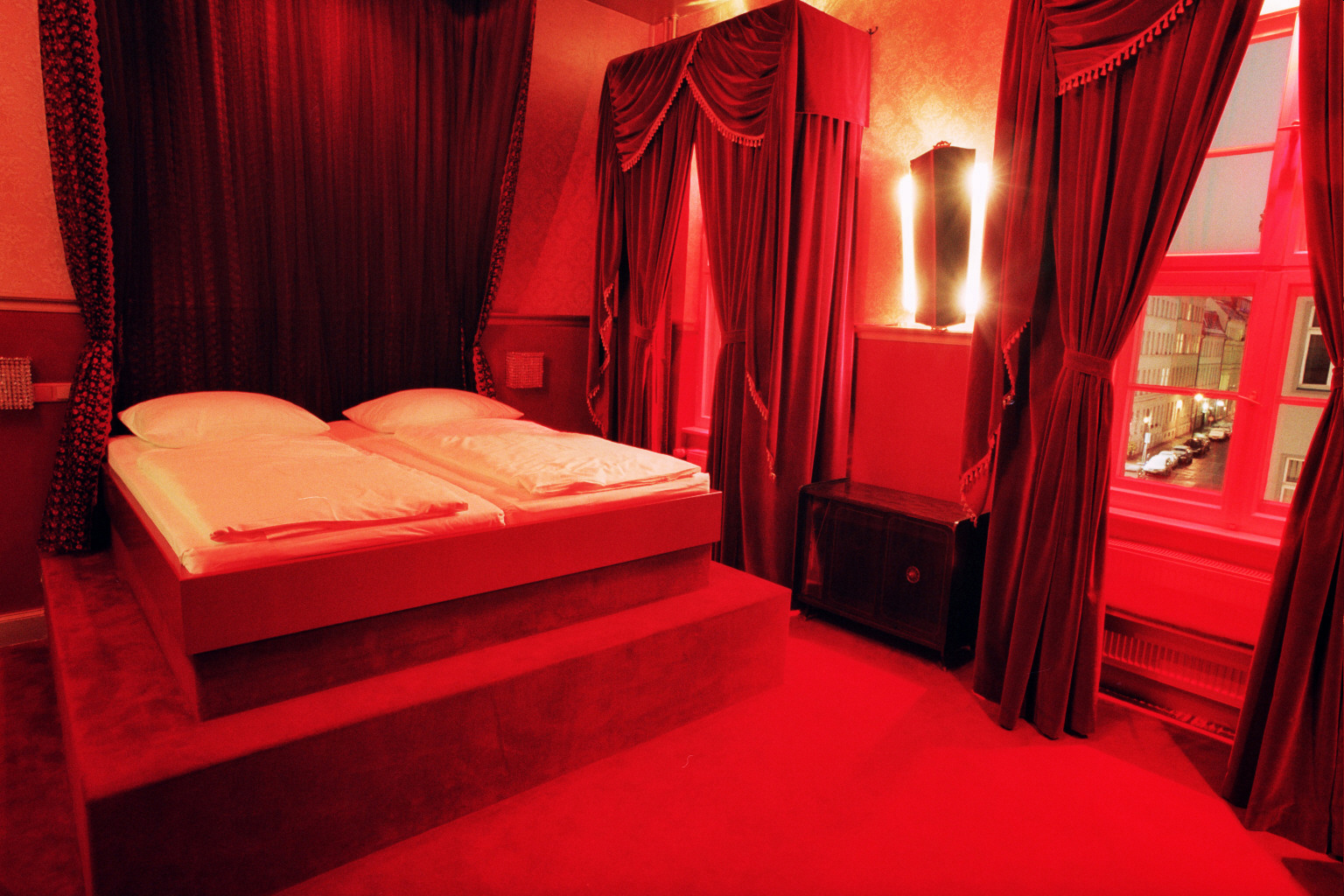
Hotel Louise room, Berlín, 2006

Nathalie Daoustová (nepřechýleně Daoust; * 31. března 1977 Montreal) je kanadská fotografka. Fotografii studovala v Montrealu v letech 1994 až 1997 na Cégep du Vieux Montreal. Ve své tvorbě se zajímá o nejintimnější a nejtemnější aspekty ženské sexuality a jejich projevy, rozvracením genderových stereotypů a omezení pohlavní zaujatosti.

## Životopis
Na konci 90. let poprvé vstoupila na fotografickou scénu sérií záběrů z Hotelu Carlton (New York), která vyústila v roce 1997 v její první vydanou knihu New York Hotel Story. Využívá tradiční způsob tvorby fotografií v temné komoře, přičemž se jedná o poměrně experimentální práce.
Na svých fotografiích se snaží vylíčit průzkum ženské sexuality a touhu po úniku. Její práce si pohrává s dynamikou veřejného a soukromého, zaměřuje se na témata na veřejnosti silně regulovaná, na nejhlubší cenzurované lidské emoce a touhy.

## Publikace a magazíny
- New York Hotel Story (kniha, 2003)
- D magazine-Argentina
- Vision magazine – Čína
- Build magazine – Německo
- Zoom magazine – Polsko
- Shots magazine – USA
- Dienacht magazine – Německo
- Eyemazing magazine – Nizozemsko
- Japanzine magazine – Japonsko
- Dp Arte Fotográfica – Portugalsko
- Lighthouse Wire magazine – Kanada
- Artension magazine – Francie
- Juliet Art magazine – Italy
- ProfiFoto magazine – Německo
- Silvershotz magazine – Austrálie
- Intro magazine – Bulharsko
- Drome magazine – Itálie
- Commercial Photography magazine – Japonsko
- Vision magazine – Čína
- Art Le Sabord magazine – Kanada (2008)
- PhotoWorld magazine – Čína
- Picszine, photography magazine – Čína
- Chip photography magazine – Čína
- Eyemazing Photo magazine – Nizozemsko
- Front magazine – Kanada
- Zoom photography magazine – Itálie
- Fotnightly journal of Contemporary Art, časopis Ateliér – Česká republika
- Art magazine Cheese – Estonsko
- FOTOSITE magazine – Brazílie (2007)
- NY Arts magazine – USA (2006)
- PhotoArt magazine – Česká republika
- Photosélection magazine – Kanada
- Enroute magazine – Kanada
- Pozytyw Photo magazine – Polsko (2005)
- FOTO magazine – Polsko
- Zoom Photography magazine  – Polsko
- Afisha magazine – Rusko (2004)
- Cyfrowa Foto – Polsko
- PHOTO magazine – Francie
- Border Crossings art magazine – Kanada
- Photo Sélection magazine – Kanada
- PhotoEd magazine – Kanada
- Photographer's Forume – USA
- British Journal of Photography – Anglie
- Art Jonction – Francie
- PHOTO magazine – Francie
- Shots magazine – USA
- CMYK Photography magazine – USA (2002)
- Photographer's Forum magazine – USA
- Shots USA photography magazine – USA (2001)
- L’Actualité magazine – Kanada
- Photo Sélection magazine – Kanada
- PHOTO magazine – Francie
- Applied Art magazine – Kanada
- PhotoMetro magazine – USA
- Numero Uno magazine – Austrálie (2000)
- Photo Sélection magazine – Kanada (1997)

## Galerie

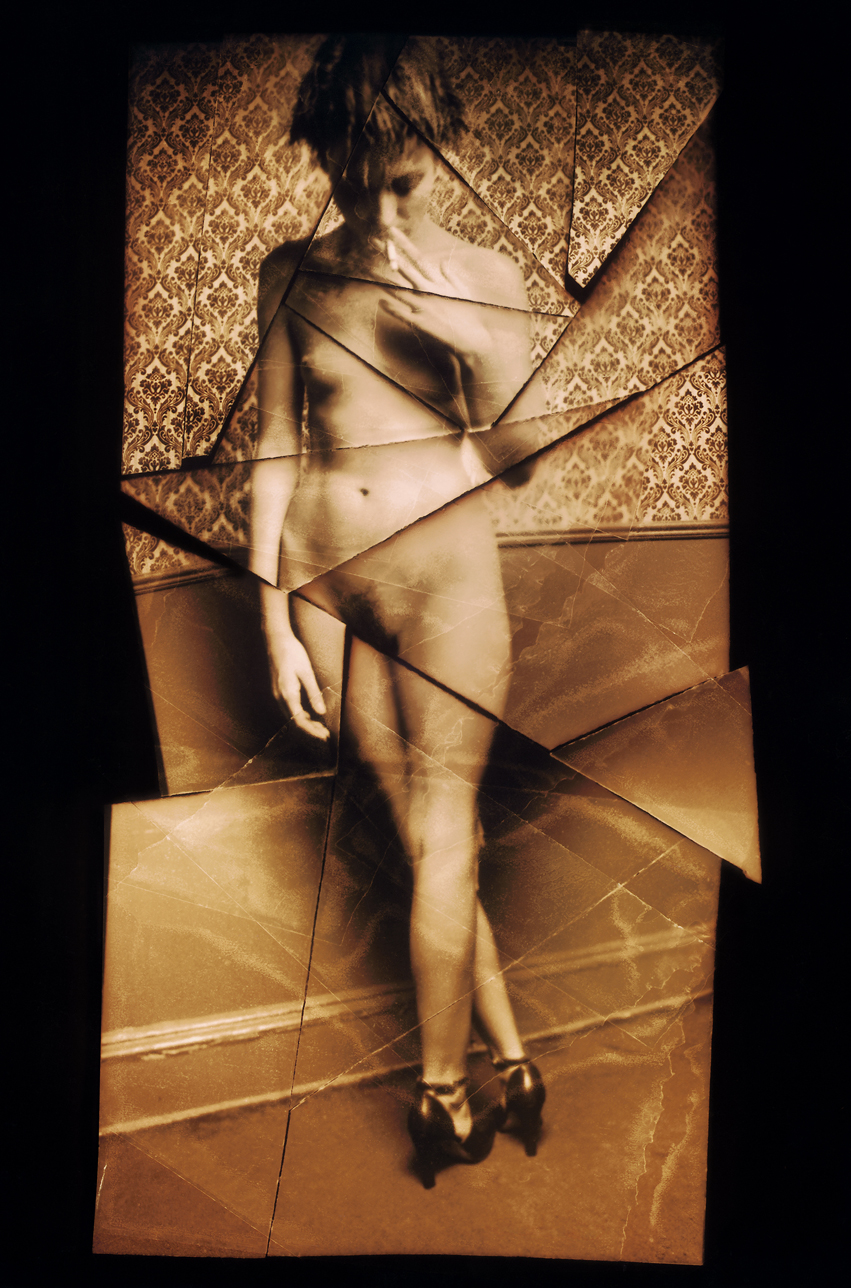
New York Hotel Story, USA
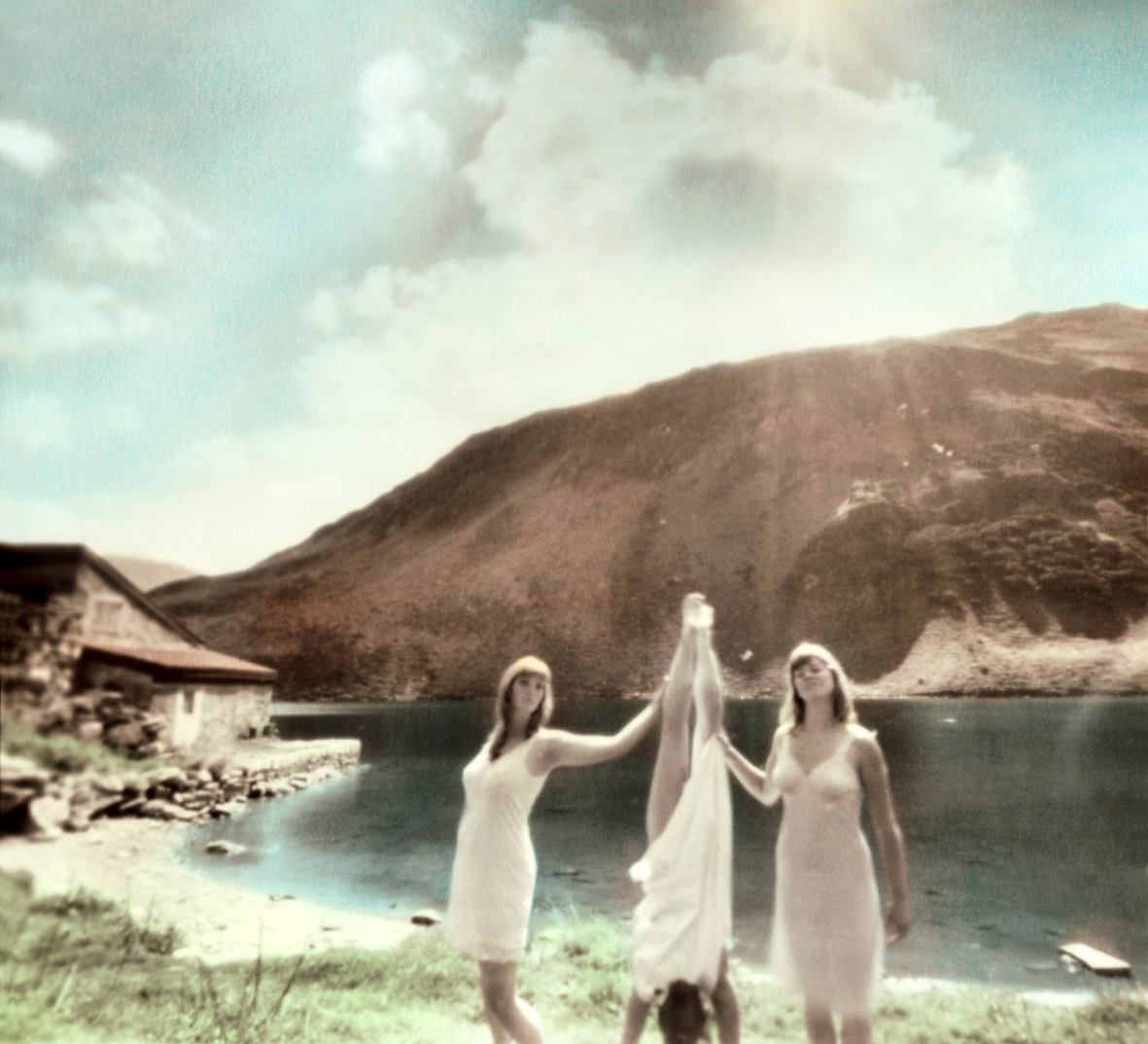
Frozen In Time, Švýcarsko
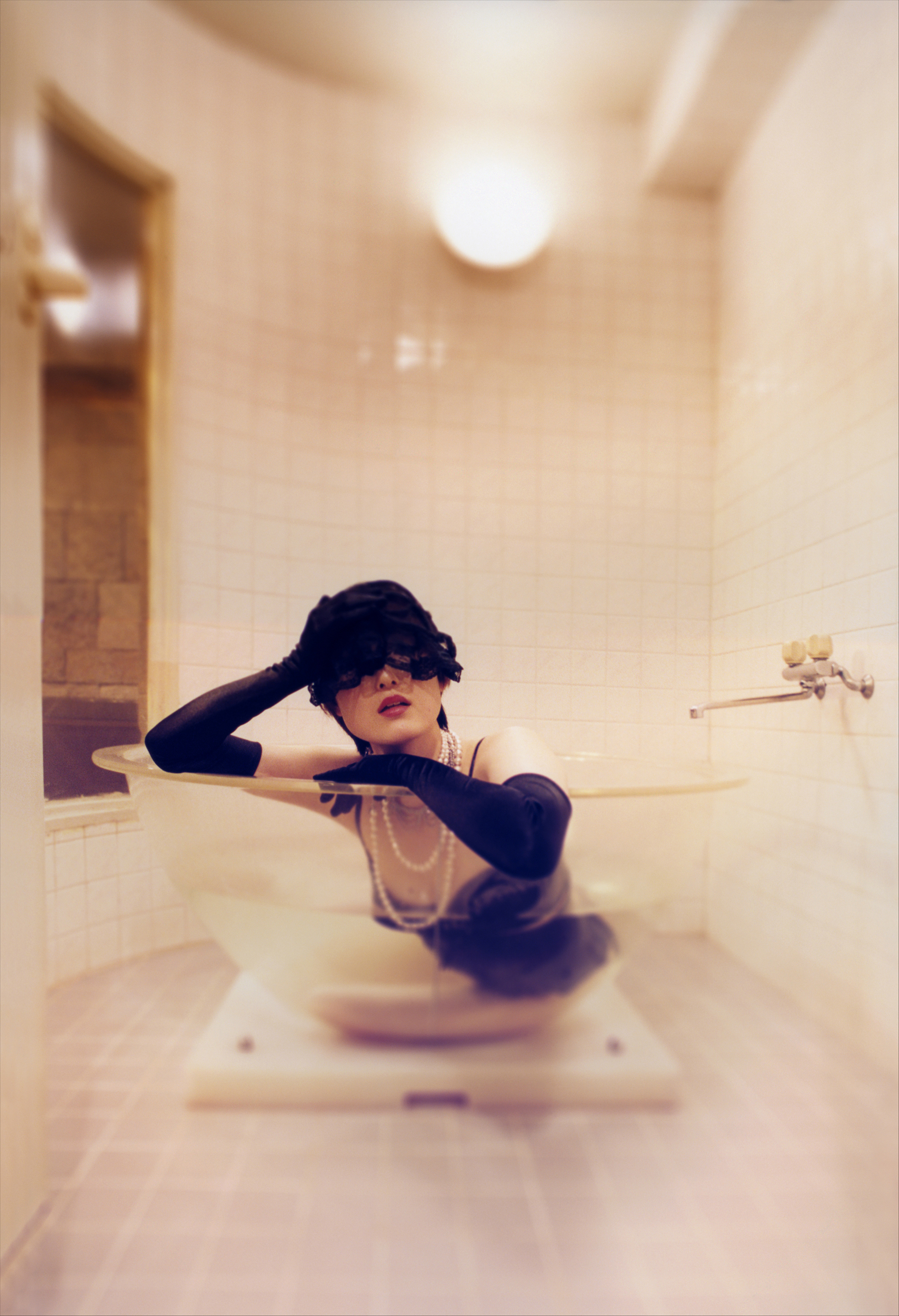
Tokyo Hotel Story, Japonsko
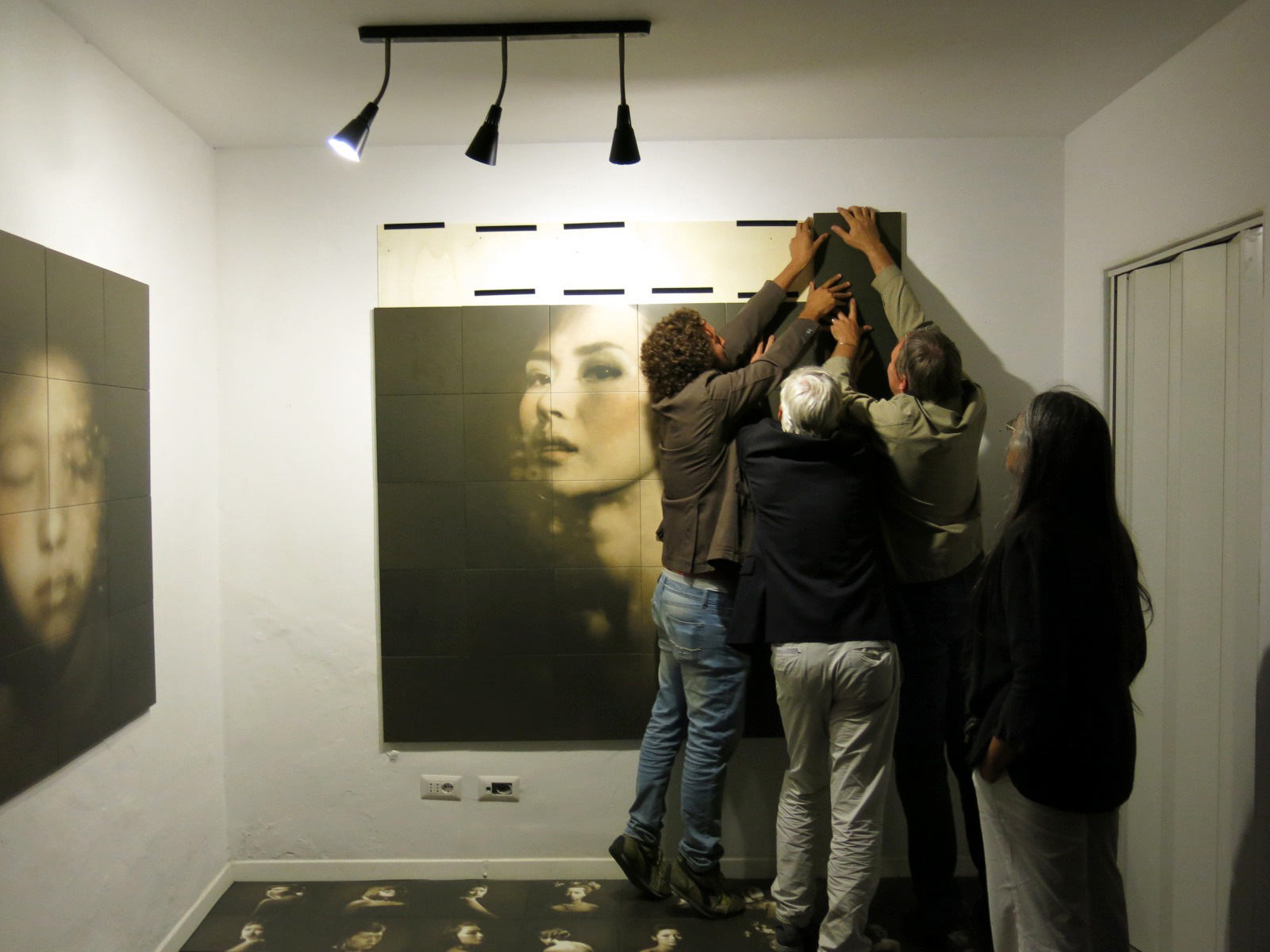
China Dolls, Čína
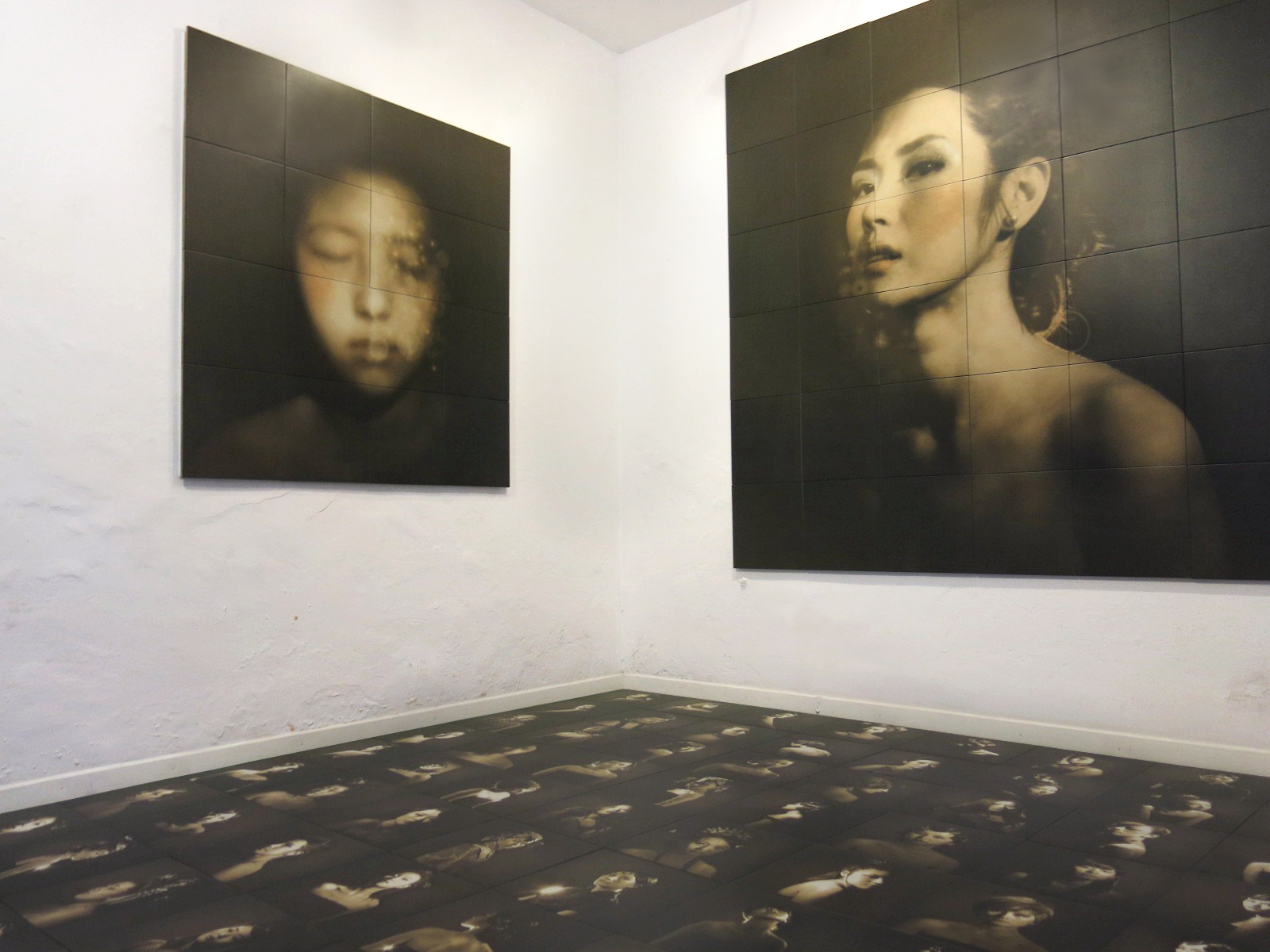
China Dolls, instalace
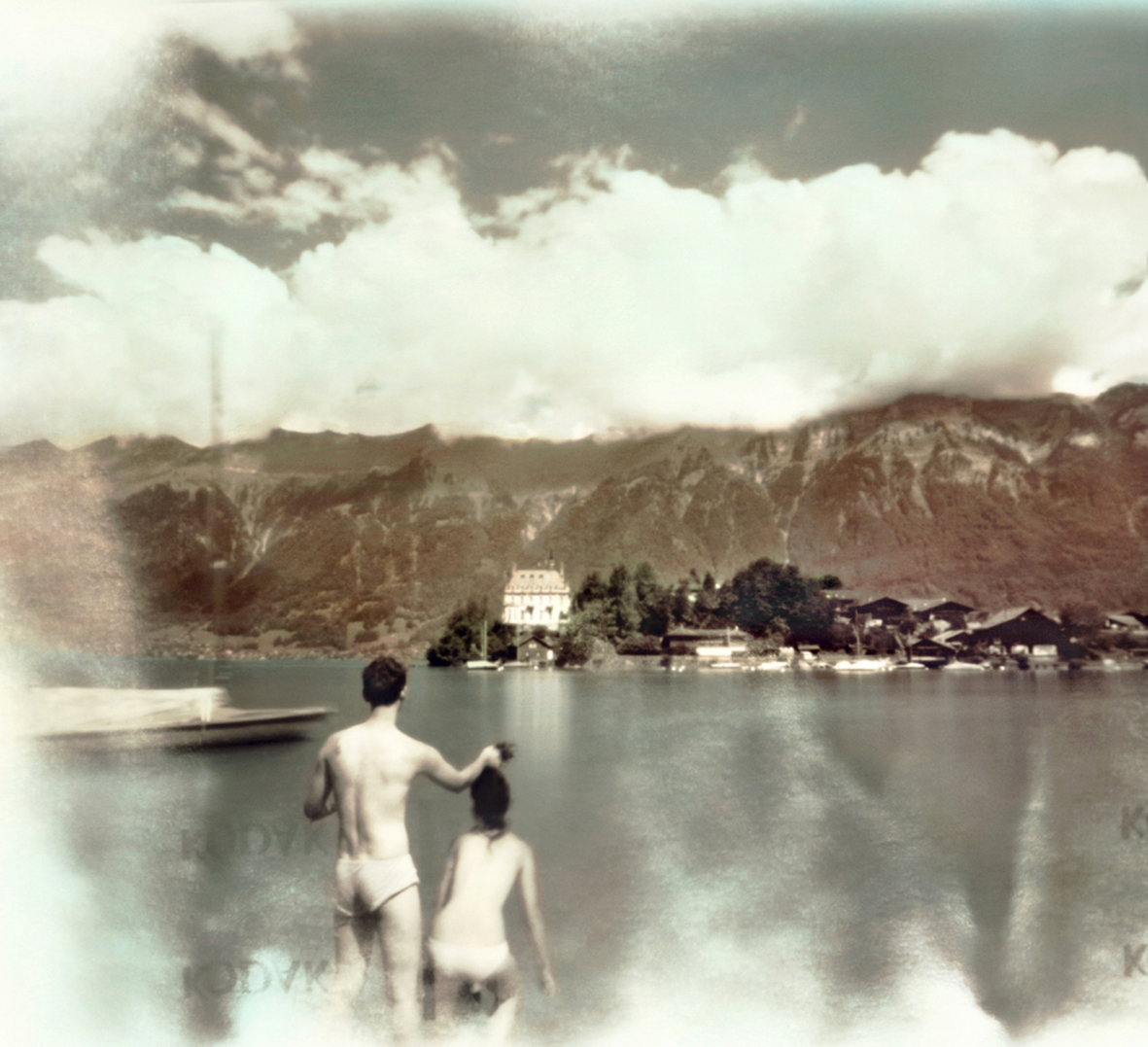
Holidays
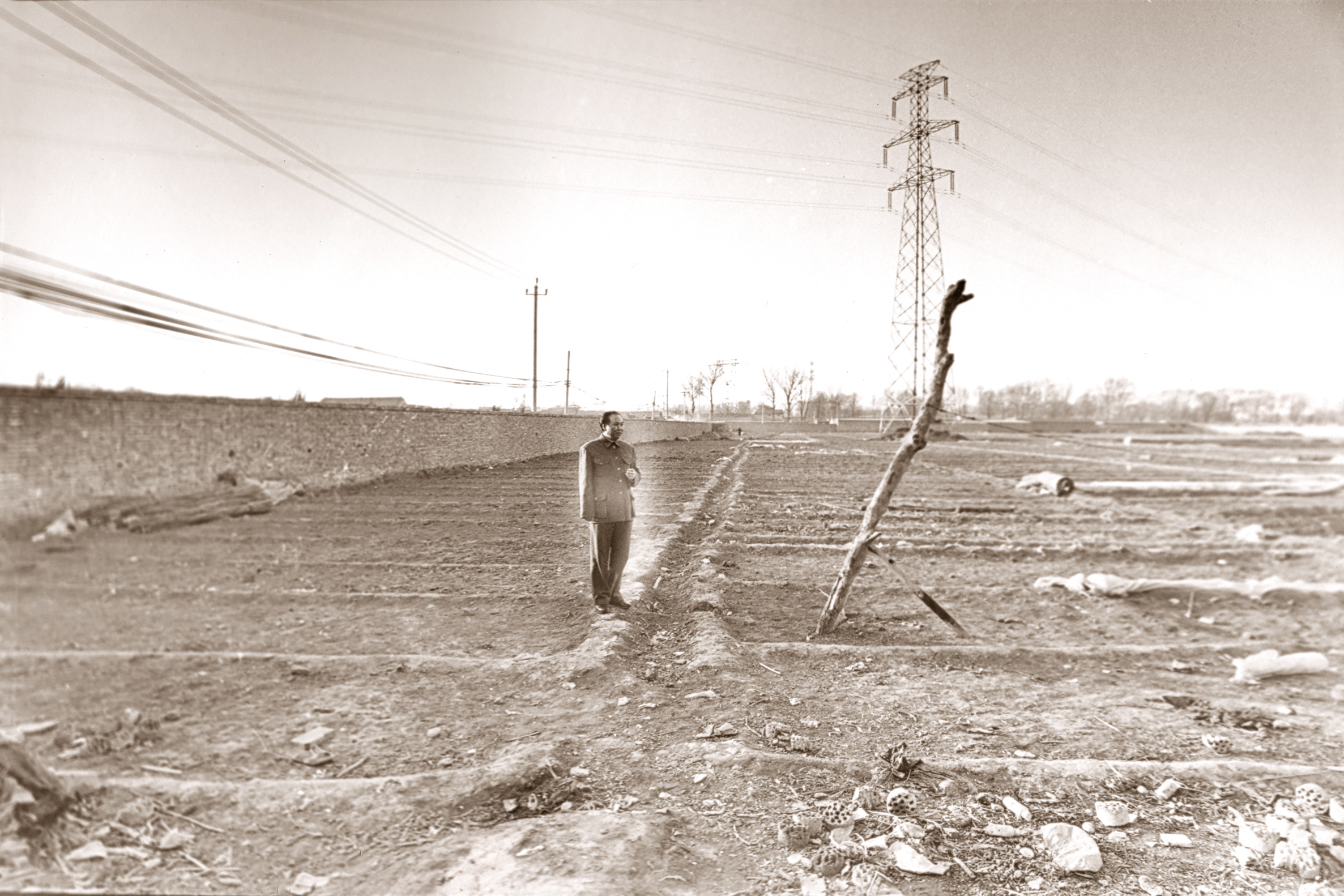
Impersonating Mao